# Katalónia himnusza
Az Els Segadors (magyarul: Az aratók) Katalónia nemzeti himnusza. Eredete az 1640-ben kitört katalóniai lázadásig nyúlik vissza, amikor a harmincéves háborúban spanyol csapatokat vezényeltek a katalán–francia határra, ami elégedetlenséget váltott ki a lakosok körében. Kezdetben a himnusz le nem jegyzett formában terjedt el, 1892-ben Francesc Alió komponálta meg, 1899-ben pedig Emili Guanyavents írta át a szövegét mai formájába. Els Segadors 1993 óta Katalónia hivatalos himnusza.

## Szövege

### Katalánul
Catalunya triomfant,

tornarà a ser rica i plena.

Endarrera aquesta gent

tan unfana i tan superba.
Tornada:

Bon cop de falç!

Bon cop de falç, defensors de la terra!

Bon cop de falç!
Ara és hora, segadors.

Ara és hora d'estar alerta.

Per quan vingui un altre juny,

esmolem ben bé les eines.
Tornada
Que tremoli l'enemic,

en veient la nostra ensenya.

Com fem caure espigues d'or,

quan convé seguem cadenes.
Tornada

### Magyar fordítás
Az aratók
(Katalónia nemzeti himnusza)
A győzedelmes Katalónia
újra gazdag, újra nagy lesz,
ha megszabadul
ettől a dölyfös, kevély néptől.
Vágj oda a sarlóddal!
Vágj oda a sarlóddal, hazánk védője! 
Itt az idő, aratók!
Itt az éberség ideje!
Köszörüljük élesre a szerszámokat
az eljövendő újabb júniusra.
Vágj oda a sarlóddal!
Vágj oda a sarlóddal, hazánk védôje!
Reszkessen az ellenség,
ha meglátja zászlóinkat.
Ha kell, arany kalászt döntünk,
ha kell, rabláncot kaszálunk!  
Vágj oda a sarlóddal!
Vágj oda a sarlóddal, hazánk védôje!

## Fordítás
Ez a szócikk részben vagy egészben  az   Els Segadors című katalán Wikipédia-szócikk ezen változatának fordításán alapul.  Az eredeti cikk szerkesztőit annak laptörténete sorolja fel. Ez a jelzés csupán a megfogalmazás eredetét és a szerzői jogokat jelzi, nem szolgál a cikkben szereplő információk forrásmegjelöléseként.